# Platygaster californica
Platygaster californica är en stekelart som först beskrevs av William Harris Ashmead 1893.  Platygaster californica ingår i släktet Platygaster och familjen gallmyggesteklar. Inga underarter finns listade i Catalogue of Life.